# Coma
Coma — польская рок-группа, основанная в июне 1998 года в Лодзи.
Первым изданным творением группы был сингл «Skaczemy/Pasażer» (Прыгаем/Пассажир). В конце 2003 года группе удалось подписать контракт с BMG Poland, что сделало возможным начать запись дебютного альбома — «Pierwsze wyjście z mroku» (Первый выход из мрака). Перед выходом первого студийного альбома группа сыскала популярность, выступая на разогреве у Казика Сташевского (Kazik Staszewski), Sweet Noise, Acid Drinkers и T.Love.
В 2001 году группа пробилась в последний этап прослушивания дебютантов в Ополе, заняла первое место на рок-фестивале «Festiwal Rockowy Węgorzewo» в 2004 году, а 15 марта 2005 года выиграла статуэтку Фредерика в категории «Альбом года — рок» за альбом «Pierwsze Wyjście z Mroku». В 2007 году группа получила два Фредерика в категориях «Альбом года — рок/металл» за «Zaprzepaszczone siły wielkiej armii świętych znaków» (Растерянные силы великой армии святых знаков) и «Группа года».
COMA — единственный лодзинский рок-коллектив, не опускавшийся с первой строчки в чартах лодзинского радио. Дважды — 13 июня 2004 года и 4 июня 2006 года выступал на волнах III польского радио (Polskie Radio Program III). В июле 2006 года коллектив выступил на XII фестивале «Остановка Вудсток» (Przystanek Woodstock) в Костшине-на-Одере и на Тыском музыкальном фестивале (Tyski festiwal muzyczny) им. Ричарда Риделя (Ryszard Riedel). 13 июня 2007 года COMA сыграла перед Linkin Park и Pearl Jam во время их концерта на Силезском стадионе (Stadion Śląski) в Хожове (Chorzów), а 12 августа 2007 года — перед группой Tool, Крисом Корнеллом (Chris Cornell) и Dir en grey на «Metal Hammer Festival».

## Состав

### Настоящий состав
- Рафал Матушак (Rafał Matuszak) — бас-гитара
- Доминик Витчак (Dominik Witczak) — гитара
- Марчин Кобза (Marcin Kobza) — гитара
- Адам Маршалковский (Adam Marszałkowski) — перкуссия
- Пётр Рогуцкий (Piotr Rogucki) — вокал

### Бывшие участники
- Войцех Грэнда (Wojciech Grenda) — гитара (1998—2001 гг.)
- Томаш Стасяк (Tomasz Stasiak) — перкуссия (1998—2008 гг.)

## Дискография

### Альбомы
- Pierwsze wyjście z mroku (17.05.2004)
- Zaprzepaszczone siły wielkiej armii świętych znaków (29.05.2006)
- Hipertrofia (10.11.2008)
- Excess (11.10.2010)
- bez tytułu (17.10.2011)
- Don't set your dogs on me (8.01.2013)
- 2005 YU55 (7.10.2016)
- Metal Ballads vol. 1 (20.10.2017)
- Sen o 7 szklankach (15.03.2019)

### Синглы
- Skaczemy / Pasażer (2000)
- Leszek Żukowski (2004)
- Spadam (2004)
- Daleka droga do domu (2006)
- System (2006)
- Tonacja (2006)
- Zero Osiem Wojna (2008)
- Wola istnienia (2009)
- Transfuzja (2009)
- F.T.M.O. (2010)
- Na Pół (2011)
- Los cebula i krokodyle łzy (2011)
- Song 4 Boys (2013)
- Lipiec (2016)
- Lajki (2017)
- Proste decyzje (2018)
- Odwołane (2018)
- Fantazja (2019)
- Wędrówka (2019)

## Oпубликованные работы
- Intro (Wariacje)
- Bez widoków
- Anioły
- Just
- Lomocotive
- Summertime
- Nie tylko dla Ciebie
- Antyfemina
- Mały Jimmy
- Mała dziewczynka
- Nothing for you (известная также как «I will never loose»)
- Way
- Trawnik
- Nie mogę nic
- Nad dachami
- Da da
- Turn back the river
- Tolerancja (произведение, изданное однажды на сборнике «Nie jesteś bandziorem»)
- Underground (произведение Тома Уэйтса (Tom Waits) в переводе Мариуша Любомского (Mariusz Lubomski))
- Nienasycenie
- Słowa i sny
- Droga na południe
- Nowy projekt (произведение, не имеющее официального названия, размещённое на официальном сайте группы в 2003 году)
- Evka (кавер песни группы Perfect «Nie płacz Ewka»)
- Dyskoteki